# Tim Cornelisse
Tim Cornelisse (Alkmaar, 3 aprile 1978) è un ex calciatore olandese, di ruolo difensore.

## Biografia
Suo figlio Enzo è a sua volta un calciatore professionista.
Anche suo fratello Yuri è stato calciatore professionista in patria.

## Palmarès

### Club

#### Competizioni nazionali
- Supercoppa dei Paesi Bassi: 2

Utrecht: 2004
Twente: 2011
- Eerste Divisie: 1

Willem II: 2013-2014